# Martin Annen
Martin Annen (* 12. Februar 1974 in Zug) ist ein ehemaliger Schweizer Bobpilot.

## Werdegang
Nach einer kurzen, aber erfolgreichen Schwingkarriere (21 Kranzgewinne) und Auszeichnungen im Schweizer Nationalturnen führte ihn seine sportliche Vielseitigkeit 1993 zum Bobsport. Er begann als Anschieber im Team von Marcel Rohner und in der Saison 1996/97 bei Dominik Scherrer. Dann absolvierte er die Bobschule in St. Moritz und gründete als Steuermann ein eigenes Bobteam im Zweier- sowie Viererbob. Es gelang Annen, sich kontinuierlich an die Weltspitze vorzuarbeiten. Als grösste Erfolge konnte er die Bronzemedaille im Zweierbob an den Olympischen Winterspielen 2002 und den zweifachen Gesamtweltcupsieg in der Saison 2001/02 feiern.
Nach dem Gewinn des Europameistertitels 2006 im Viererbob holte er an den Olympischen Winterspielen 2006 in beiden Kategorien die Bronzemedaille. Zu seinem Team im Eiskanal von Cesana gehörten als Anschieber der Appenzeller Beat Hefti im Zweier- sowie zusätzlich der Genfer Cédric Grand und der Berner Thomas Lamparter im Viererbob.
Wegen Uneinigkeit mit dem Schweizerischen Bobverband über die Grösse der Sponsorenwerbung am Bob entschied Annen, aus finanziellen Gründen in der Saison 2006/07 nur noch an nationalen Wettkämpfen anzutreten und auf die kommende Weltmeisterschaft zu verzichten. Nach dem Gewinn der Titel an den Schweizer Meisterschaften vom 6. und 7. Januar 2007 trat er vom Rennsport zurück. Auf seine letzten Rennen bereitete er sich vom Verband unabhängig vor und trat mit einem in der roten Farbe seines Sponsors Victorinox gehaltenen Schlitten an.
Der gelernte Käser ist nun als Gastwirt tätig und lebt mit seiner Frau Cornelia und seinen drei Kindern in Arth SZ. Inzwischen bestreiten Tochter Debora (* 2002) und Sohn Tim (* 2004) ebenfalls Rennen im Bob-Weltcup.